# هاني بن كلثوم
هاني ابن كلثوم هو هاني ابن كلثوم بن عبد الله بن شريك بن ضمضم، ويقال: ابن حبان الكناني، ويقال: الكندي الفلسطيني، العابد. من فقهاء الشام، ورواة الحديث، ذكره ابن حبان في الثقات. وعده البخاري في طبقة الشاميين.

## مكانته
يعد هانئ ابن كلثوم من رواة الحديث، ومن فقهاء الشام، وقد ذكره أبو إسحاق الشيرازي في طبقات الفقهاء، حيث ذكر الطبقة الأولى من فقهاء التابعين بالشام والجزيرة ثم قال: ثم انتقل الفقه إلى طبقة ثانية ومنهم: عبد الله بن أبي زكريا وهاني بن كلثوم.
قال ابن حجر العسقلاني: وقال رجاء بن أبي سلمة: كان عطاء الخراساني إذا ذكر بن محيريز وهاني بن كلثوم وغيرهم قال: قد كان في هؤلاء من هو أشد اجتهادا من هانئ بن كلثوم لكنه كان يفضلهم بحسن الخلق. وقال محمد بن شعيب بن شابور عن خالد بن دهقان كنا في غزاة فأقبل رجل من أهل فلسطين من أشرافهم وخيارهم يعرفون له ذلك يقال له هانئ بن كلثوم فسلم على عبد الله بن زكريا وكان يعرف له حقه. وبعث الخليفة عمر بن عبد العزيز إلى هانئ بن كلثوم يستخلفه على فلسطين: عربها وعجمها، فأبى، ومات في ولايته. فلما بلغته وفاته قال: أحتسب عند الله صحبة هانئ الجيش. وذكر نحو هذا ابن حجر العسقلاني عن ضمرة بن ربيعة عن قادم بن ميسور.

## روايته
روى عن عمر بن الخطاب ومعاوية بن أبي سفيان وابن عمر ومحمود بن الربيع وحرقوص بن سعد وأبي مسلم الخليلي. قال ابن حجر العسقلاني: قال بن أبي حاتم عن أبيه روى عن عمر ولا أظنه أدركه.
قال أبو الدرداء: «سمعت رسول الله صلى الله عليه وسلم يقول: "كل ذنب عسى الله أن يغفره إلا من مات مشركاً، أو قتل مؤمناً متعمداً"». قال هانئ بن كلثوم: «حدثني محمود بن الربيع عن عبادة عن النبي ﷺ قال: "من قتل مؤمناً ثم اغتبط بقتله لم يقبل منه صرف ولا عدل"». وحدث هانئ ابن كلثوم أيضا بهذا السند: «عن النبي ﷺ قال: "لا يزال المؤمن صالحاً ما لم يصب دماً"».
وسئل يحيى الغساني عن اغتباطه بقتله، قال: هم الذين يقتلون في الفتنة. يقتلون أحدهم، فيرى أنه على هدى. لا يستغفر الله منه أبداً. وحدث هانئ بن كلثوم: «عن محمود بن الربيع عن عبادة بن الصامت عن النبي ﷺ قال: " لا يزال المؤمن معنقاً صالحاً ما لم يصب دماً حراماً، فإذا أصاب دماً بلح"».

## روى عنه
روى عنه خالد بن دهقان وأسيد بن عبد الرحمن الخثعمي وعبد الله بن عوف القاري ومعقل بن عبد الله الكناني وغيرهم.

## من أقواله
قال هانئ بن كلثوم: مثل المؤمن الفقير كمثل المريض عند الطبيب العلم بدائه، تطلع نفسه إلى أشياء يشتهيها، لو أصابها أكلها، كذلك يحمى الله المؤمن من الدنيا.